# Jack Ryan: V utajení
Jack Ryan: V utajení (v anglickém originále Jack Ryan: Shadow Recruit) je americký mysteriózní film z roku 2014. Režisérem filmu je Kenneth Branagh. Hlavní role ztvárnili Chris Pine, Keira Knightleyová, Kevin Costner, Kenneth Branagh a Alec Utgoff.

## Obsazení
| Chris Pine         | Jack Ryan          |
| Keira Knightleyová | Cathy Muller       |
| Kevin Costner      | Thomas Harper      |
| Kenneth Branagh    | Viktor Cherevin    |
| Alec Utgoff        | Aleksandr Borovsky |
| Nonso Anozie       | Embee Deng         |
| Colm Feore         | Rob Behringer      |
| Gemma Chanová      | Amy Chang          |